# NBCスポーツ

NBCスポーツのロゴ

NBCスポーツ (英: NBC Sports) は、National Broadcasting Company (NBC) のスポーツ中継製作部門。
コムキャストのNBCユニバーサル買収に伴い、2011年、コムキャスト傘下のスポーツチャンネルであるVERSUS（現NBCSN）、ゴルフ・チャンネルと統合。

## 主なスポーツ中継番組
アメリカンフットボール

2012年から2023年まで使用されたNBCスポーツの旧ロゴ

- NFL（NFL on NBC、1955年 - 1962年、1970年 - 1998年）
  - NBCサンデーナイトフットボール （NBC Sunday Night Football、2006年 - ）
  - スーパーボウル（第1回（1967年、CBSでも放送された）、第3回（1969年）、第5回（1971年）、第7回、第9回、第11回、第13回、第15回、第17回、第20回、第23回、第27回、第28回、第30回、第32回、第43回、第46回。第49回（2015年）、第52回（2018年）、第56回（2022年）の放送が決定）

- カレッジフットボール
  - ノートルダム大学戦（1991年 - ）

アイスホッケー
- NHL
  - NHL on NBC（1966年、1972年 - 1975年、1990年 - 1994年、2006年 - 2022年）

競馬
- ケンタッキーダービー（2001年 - ）
- プリークネスステークス（2001年 - ）
- ベルモントステークス（2011年 - 2022年）
- サンタアニタダービー（2005年 - ）
- ハンブルトニアン（2007年 - ）

ゴルフ
- ゴルフ・チャンネル on NBC（2011年 - 以前はNBCスポーツが制作していたが、2011年2月のアクセンチュア・マッチプレー選手権からゴルフ・チャンネル制作に変更）
  - USGA主催競技（全米オープン・全米女子オープンなど）（1995年 - 2014年、2020年 - 2026年）
  - 全米プロシニアゴルフ選手権（2005年 - ）
  - KPMG女子PGA選手権（2015年 - ）
  - 全英オープン（2016年 - 、その他全英女子オープン、全英シニアオープン等R&A主催競技を13年間の放映権を保有）

格闘技
- WEC（2007年 - 2010年）
- UFC on Versus（2010年 - 2011年）
- ワールド・シリーズ・オブ・ファイティング（2012年 - ）
- プレミア・ボクシング・チャンピオンズ

モータースポーツ
- NASCAR（1999年 - 2006年、2015年 - 2024年）
- F1（2013年 - 2016年、モナコ・カナダ・メキシコ・アメリカ・ブラジルを生中継。その他はNBCSNで放送）
- インディカー・シリーズ（2019年 - 2024年）

その他
- 夏季オリンピック（東京（1964年）、モスクワ（1980年）、ソウル（1988年）以降、第36回大会（2036年）まで放送が決定）
- 冬季オリンピック（札幌（1972年）、ソルトレイク（2002年）以降、第27回大会（2034年）まで放送が決定））
- 全米フィギュアスケート選手権（2009年 - ）
- ラグビーワールドカップ（2011年、2015年）
- プレミアリーグ（2013-14シーズン - 2021-22シーズン）
  - 特に最終節はNBCユニバーサルが保有するほぼすべてのチャンネルで同時生中継される。（プレミアリーグ・チャンピオンシップサンデー）

- 全仏オープン（1981年 - ）
- ツール・ド・フランス（2011年 - 一部はUSAでも放送）

### 過去に放送されていた番組
- アメリカン・フットボール・リーグ（AFL - 現在のNFL・AFC（アメリカン・フットボール・カンファレンス）の前身。1965年 - 1969年）
- メジャーリーグベースボール（1947年 - 1989年、1994年 - 2000年）
  - ワールドシリーズ（1947年 - 1976年、1978年、1980年、1982年、1984年、1986年、1988年、1995年（ABCでも放送）、1997年、1999年）
- NBA
  - NBA on NBC（1955年 - 1962年、1990年 - 2002年、2025–26シーズンより再度放映権取得）
- ウィンブルドン選手権（1969年 - 2011年、2012年からESPNが放映権に移行）
- ブリーダーズカップ（1984年 - 2005年）

## アナウンサー
- ダン・ヒックス（ゴルフ・チャンネル、ノートルダムフットボール実況）
- マイク・ティリコ（2016年にESPNから移籍、2022シーズンよりサンデーナイトフットボール実況担当）
- アル・マイケルズ（サンデーナイトフットボール）
- リック・アレン（NASCAR）
- マイク・エミック（NHL）